# Рощепкин, Василий Дмитриевич
Василий Дмитриевич Рощепкин (1922—1944) — старший лейтенант Рабоче-крестьянской Красной Армии, участник Великой Отечественной войны, Герой Советского Союза (1944).

## Биография
Василий Рощепкин родился 1 марта 1922 года в селе Плешаново (ныне — Рощепкино Александровского района Оренбургской области). После окончания восьми классов школы поступил на учёбу в Бугурусланский сельскохозяйственный техникум, параллельно с учёбой занимался в аэроклубе. В 1940 году Рощепкин был призван на службу в Рабоче-крестьянскую Красную Армию. В 1941 году он окончил Чкаловскую военную авиационную школу пилотов. С мая 1942 года — на фронтах Великой Отечественной войны. В боях неоднократно был ранен.
К январю 1944 года старший лейтенант Василий Рощепкин командовал эскадрильей 61-го штурмового авиаполка 291-й штурмовой авиадивизии 2-й воздушной армии 1-го Украинского фронта. К тому времени он совершил 124 боевых вылета на штурмовку скоплений боевой техники и живой силы противника, его важных объектов, нанеся ему большие потери.
Указом Президиума Верховного Совета СССР от 1 июля 1944 года за «мужество и героизм, проявленные при нанесении штурмовых ударов по врагу», старший лейтенант Василий Рощепкин был удостоен высокого звания Героя Советского Союза с вручением ордена Ленина и медали «Золотая Звезда» за номером 2435.
30 октября 1944 года самолёт Рощепкина был сбит на территории Югославии, весь экипаж погиб. Рощепкин похоронен в посёлке Лачарак близ сербского города Сремска-Митровица.
Был также награждён двумя орденами Красного Знамени, орденом Отечественной войны 1-й степени и рядом медалей.
В честь Рощепкина переименовано его родное село, названа улица и установлен бюст в Александровке.